# شهرک وحدت اسلامی
شهرک وحدت اسلامی ، روستایی است از توابع بخش وشمگیر شهرستان آق قلا در استان گلستان ایران.

## جمعیت
این روستا در بخش وشمگیر قرار داشته و براساس سرشماری سال ۱۳۸۵جمعیت آن ۱٬۴۴۱نفر (۳۰۸خانوار) بوده است.